# Силинги (вандали)
Силингите (на латински: Silingae; на старогръцки: Σιλίγγαι – Silingai, Silingen) са източногерманско племе, част от племенната група на вандалите, живяло на територията на днешна Силезия.
Вероятно името Силезия произлиза от силингите. През 406 г. заедно с вандалските хасдинги (или асдинги) силингите нахлуват в Галия. Те тръгват към Испания и там се установяват в провинцията Бетика (г.д., днешна Андалусия). След решителни загуби в боевете с вестготите останалите силинги се подчиняват на кралете на хасдингите. Под командването на Гейзерик те тръгват през 429 г. с хасдингите и аланите в Африка и образуват там кралство на вандалите, което съществува до 533 г.